# Thirty-Eight Snub
"Thirty-Eight Snub" es el segundo episodio de la cuarta temporada de la serie dramática de televisión estadounidense Breaking Bad, y el episodio 35 en general de la serie. Se estrenó originalmente en AMC en los Estados Unidos el 24 de julio de 2011. En este episodio, Walter planea matar a Gus por temor a las represalias que pueden haber contra él, mientras que Jesse organiza fiestas salvajes para tratar de olvidar su desesperación por lo que ha vivido últimamente. Mientras tanto, Skyler intenta comprar un negocio de lavado de autos, mientras que Marie lucha por lidiar con los crecientes problemas de depresión de Hank.
Escrito por George Mastras y dirigido por Michelle MacLaren, "Thirty-Eight Snub" contó con las apariciones especiales de Emily Rios como Andrea, Jim Beaver como Lawson, un vendedor de armas del mercado negro, y la primera aparición de Ray Campbell en el papel recurrente del secuaz de Gus, Tyrus Kitt. Debido a sus compromisos de filmación con la serie de televisión Supernatural, Beaver solo tenía medio día para filmar su escena, que se desarrollaba en un escenario construido que se asemejaba a una habitación de motel. "Thirty-Eight Snub" incluyó varios ángulos de cámara inusuales, incluida una toma desde el punto de vista de una aspiradora robótica Roomba y una toma de grúa extremadamente alta de Walter desde 180 pies en el aire.
Las escenas de fiesta de Jesse, que simbolizaban la culpa interna y el frágil estado mental del personaje, incluyen canciones de fondo del rapero Flavor Flav y la banda Honey Claws. "Thirty-Eight Snub" fue visto por aproximadamente 1,97 millones de espectadores domésticos según Nielsen Media Research, lo que lo convierte en el segundo episodio más visto de Breaking Bad en la cuarta temporada, aunque marcó una disminución significativa en la audiencia en comparación con el episodio anterior estreno de la temporada "Box Cutter".

## Trama
Walter tiene una reunión en un hostal para comprar ilegalmente un revólver de punta chata calibre .38, que tiene la intención de usar para matar a Gus, porque cree que lo matará si no actúa primero por todo lo que ha pasado, aunque al vendedor le dice que es solo para "defensa". Mike bebe café en un bar y descubre la sangre seca de Víctor en la manga de su chaqueta. Jesse ha comprado aparatos electrónicos caros, incluido un sofisticado sistema de sonido, pero se siente miserable después de haber asesinado a Gale. En un intento por superar la muerte de Gale, Jesse hace que Badger y Skinny Pete organicen una fiesta de varios días con docenas de personas bailando, bebiendo y consumiendo drogas. En un momento recibe la visita de Andrea, que lo confronta por no aparecer en días, además de preguntarle sobre por qué dejó dinero en su casa el día del tiroteo a los asesinos de Tomás
Mientras cocina metanfetamina en el laboratorio, Walt espera a que llegue Gus para poder matarlo. En cambio, llega el reemplazo de Víctor, un lugarteniente llamado Tyrus junto a Mike, y a pesar de que Walt le pide que concerte una reunión con Gus para aclarar las cosas, le informa que nunca volverá a ver a Gus en persona; también le informa sobre ciertos cambios en la política de entrega del lote producido. Esa noche, Walt conduce a la casa de Gus y se envalentona usando su sombrero, pero antes de que pueda acercarse, recibe una llamada de Tyrus, quien simplemente le dice: "Vete a casa, Walter". Al día siguiente, Walt se acerca a Mike en un bar y Mike le dice que estuvo siguiéndolo hasta allí. Mike revela que en el laboratorio se dio cuenta de que Walt llevaba la pistola. Walt sugiere que Mike y él están en el mismo peligro porque Gus fácilmente podría matarlo de la misma manera que mató a Víctor. Walt le pide a Mike que lo ponga en una habitación con Gus para que pueda matarlo. Aunque escucha la sugerencia, Mike golpea a Walt, lo tira al suelo, lo patea varias veces y luego sale del bar.
Skyler llama a Walt para preguntar sobre la compra del lavado de autos de Bogdan, que planean usar como negocio de fachada para el dinero de las drogas de Walt. Walt no actúa, por lo que Skyler hace su propia investigación detallada sobre los gastos e ingresos de la empresa. Más tarde se acerca a Bogdan para proponerle la compra de su negocio con los datos que recolectó, pero él la rechaza enojado y condena a Walt por insultarlo cuando dejó de trabajar allí sin permiso y de no tener valor de estar en persona para hacer la propuesta.
Marie está luchando con la depresión cada vez más profunda de Hank mientras continúa con su recuperación del tiroteo y coleccionando sus minerales. Hank, postrado en cama y amargado, ignora o insulta constantemente a Marie e incluso después de celebrar una sesión exitosa con su fisioterapeuta, se niega a compartir su emoción con ella.
Después de tres días seguidos de fiesta, Badger y Skinny Pete están exhaustos y se van de la casa de Jesse, al igual que todos los demás fiesteros, prometiéndole que otro día tendrán otra fiesta. Solo con sus pensamientos, un Jesse deprimido por lo vivido se derrumba mientras está sentado a menos de una pulgada de los altavoces de su sistema de sonido, que están a un volumen alto.

## Producción
"Thirty-Eight Snub" fue escrito por George Mastras y dirigida por Michelle MacLaren. Filmado en febrero de 2011,  el episodio fue editado por Kelley Dixon, uno de los pocos editores que han trabajado regularmente en la serie. La dirección en "Thirty-Eight Snub" incluyó varios ángulos de cámara desde puntos de vista inusuales, incluida la perspectiva del Roomba de Jesse, cajas de pizza, la visión de un bebé y el interior de un lavado de autos. La filmación en Albuquerque, Nuevo México, se retrasó por tormentas de nieve y temperaturas bajas récord que dieron como resultado la declaración del estado de emergencia.  El episodio contó con las actuaciones invitadas de Emily Rios como la exnovia de Jesse, Andrea, y Marius Stan como Bogdan, el dueño del lavado de autos que constantemente maltrataba a Walter cuando trabajaba para él en el episodio piloto de Breaking Bad. Stan no es un actor profesional sino un físico, y estaba enseñando en la Universidad de Chicago cuando se filmó el episodio.  "Thirty-Eight Snub" también contó con la primera aparición de Ray Campbell como Tyrus Kitt, un empleado de Gus que reemplazó a Victor, quien fue asesinado en el episodio "Box Cutter". El guion original se refería al personaje simplemente como "Nuevo Víctor" hasta que a Mastras se le ocurrió el nombre de Tyrus.

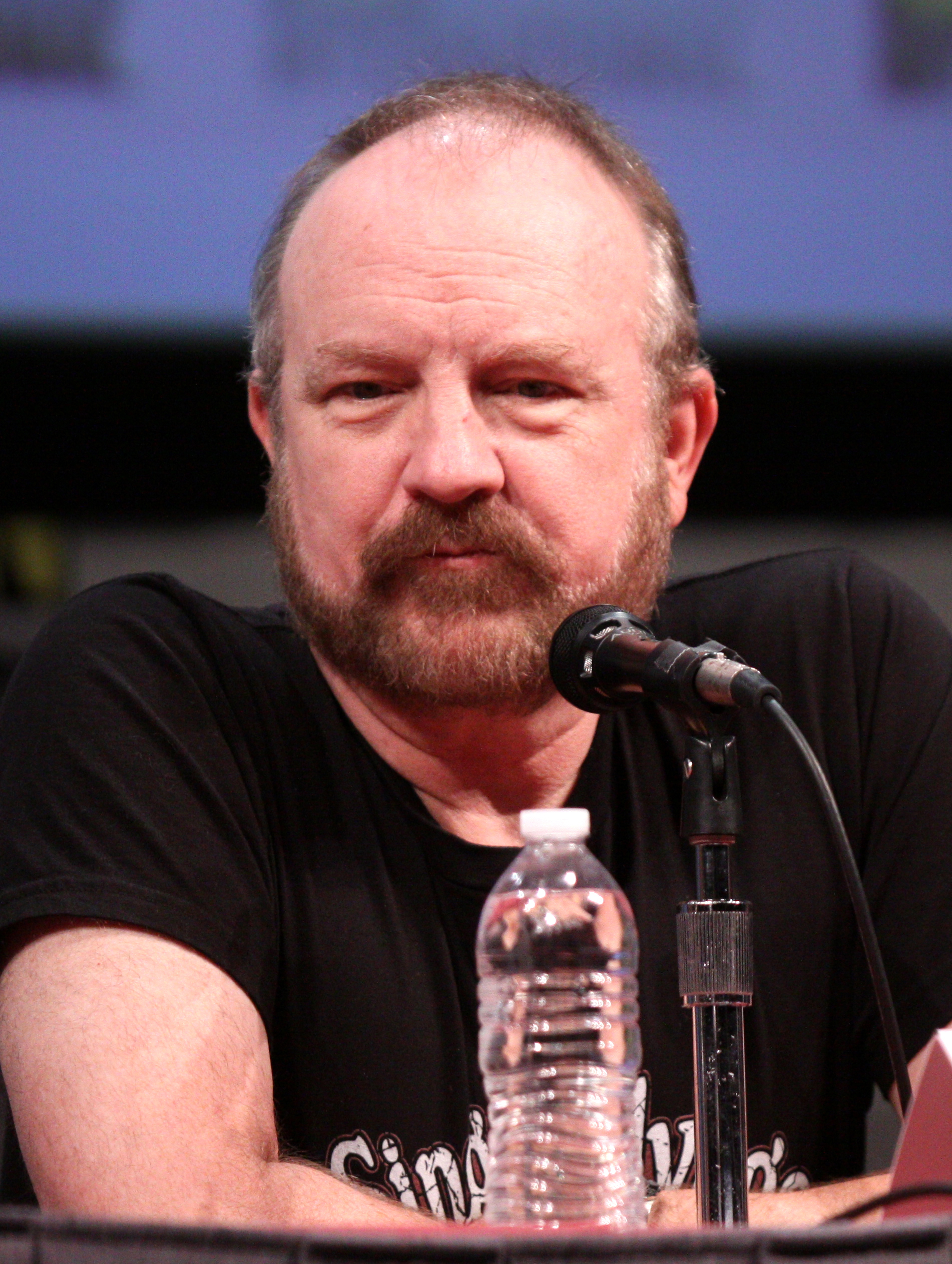
Jim Beaver hizo una aparición especial en "Thirty-Eight Snub" como el vendedor de armas del mercado negro Lawson.

Jim Beaver apareció en "Thirty-Eight Snub" como Lawson, el vendedor de armas de la escena inicial. Beaver protagonizó previamente la serie dramática del oeste de HBO Deadwood junto con la estrella de Breaking Bad, Anna Gunn. También apareció anteriormente en "Field Trip", un episodio de la sexta temporada de The X-Files que fue escrito por el creador de Breaking Bad, Vince Gilligan. Si bien Gilligan creía que Beaver era un actor talentoso, nunca lo conoció durante la filmación de ninguno de los programas. La serie de televisión de CW Network Supernatural, en la que Beaver coprotagoniza, estaba filmando al mismo tiempo que "Thirty-Eight Snub", por lo que Beaver voló a Albuquerque para el rodaje de Breaking Bad y solo tuvo medio día para filmar las escenas. Mastras dijo que disfrutó especialmente que el personaje intente convencer a Walter de que compre un arma legalmente porque "me gusta el aspecto de que tienes a este traficante del mercado negro que, de manera irónica, es el sonido de la moralidad aquí".
La habitación del motel en la que aparecen Cranston y Beaver fue un decorado construido por el diseñador de producción de la serie Mark Freeborn, y el coordinador de construcción, William Gilpin. La directora Michelle MacLaren quería una genuina "sensación de motel deteriorado", pero creía que sería demasiado difícil filmar en una habitación de motel real porque sería demasiado pequeña para que cupieran el elenco y el equipo. En cambio, el set fue diseñado para que varias de las paredes pudieran quitarse para hacer espacio para las cámaras y el equipo. Esto permitió una mayor flexibilidad en el disparo y los ángulos de la cámara, y las paredes se podían volver a colocar en su posición si fueran necesarias para el fondo de una toma. La primera toma del episodio incluye a Walter hablando directamente a la cámara, y rápidamente reveló que está hablando en un espejo en la habitación del motel. MacLaren filmó la toma para que deliberadamente desorientara y no quedara claro para el espectador dónde estaba Walter hasta que el movimiento de la cámara reveló la habitación del motel. Logan Hill, escritor de la revista New York, interpretó que Walter habla frente al espejo como un símbolo de autorreflexión: "Se queda mirando un reflejo de sí mismo en el espejo, estudiando su propia imagen, preguntándose si el Walt que ven los demás da alguna pista de lo que lleva dentro".
La escena en la que Walter se acerca a la casa de Gus con planes para matarlo termina con una toma de grúa extremadamente alta de Walter parado solo en medio de la calle. MacLaren quería que esa toma fuera extremadamente efectiva porque creía que transmitía la impotencia, la insignificancia y la falta de experiencia de Walter. Aunque la grúa normal que se usaba para tales tomas aéreas en la serie tenía solo 30 pies de altura, MacLaren alquiló una grúa de 180 pies de altura específicamente para esa toma. Dado que el equipo tenía solo unas cuatro horas para filmar antes de perder las horas nocturnas, la toma de la grúa fue la primera que filmaron. Fue filmado por los operadores de cámara Andrew Voegeli, con Dolly Grip David Jaxx Nagro y el gaffer Steven Litecky. Más tarde, para la escena en la que Walter se encuentra con Mike en un bar, MacLaren retroiluminó a Walter cuando entró para que solo se viera su silueta cuando entrara. Cuando se filmaron originalmente las tomas de Mike golpeando a Walter, la puesta en escena involucró a Mike de pie, luego a Walter de pie, y luego Mike de repente lo golpeó. Vince Gilligan editó la escena para que Mike simplemente golpeara a Walter para que la acción fuera más rápida y sorprendente. La escena fue arreglada por el coordinador de especialistas Al Goto, y los actores Bryan Cranston y Jonathan Banks realizaron las acrobacias ellos mismos. Mike patea a Walter varias veces después de que se cae, y Goto coloca un gran saco de arena contra el torso de Cranston para que Banks lo patee durante esas escenas.
Las escenas de la fiesta en la casa de Jesse buscaban ilustrar la culpa interna y el odio a sí mismo de Jesse por haber asesinado a Gale Boetticher en el final de la tercera temporada, "Full Measure". Gilligan dijo que estas escenas fueron escritas porque quería demostrar que las acciones de los personajes de Breaking Bad tienen grandes consecuencias. El equipo de guionistas pasó semanas discutiendo cómo reaccionaría Jesse al haber matado a Gale y siguieron el curso de los acontecimientos en este episodio, en parte porque sintieron que sería lo más inesperado para la audiencia. Bryan Cranston elogió estas escenas y dijo: "Pensé que era una excelente manera de mostrar a una persona que atraviesa un infierno privado. Que todo el mundo sufre, lidia con su propia pérdida personal de muchas maneras diferentes.” Las escenas se rodaron en un escenario de sonido construido por el diseñador de producción Mark Freeborn y el coordinador de construcción William Gilpin. Aunque las escenas en la casa de Jesse se filman ocasionalmente en una casa real, estas escenas en particular no se pudieron filmar allí porque la fiesta estaba muy desordenada. El supervisor musical de Breaking Bad, Thomas Golubic, trató de seleccionar música apropiada tanto para la fiesta como para el estado de ánimo de Jesse, utilizando variaciones de punk rock, hip hop y dubstep. Durante una escena en la que Jesse, Skinny Pete y Badger inhalan metanfetamina juntos, Badger se inclina fuera de la toma para tomar las drogas, luego aparece Skinny Pete en un corte de fósforo. La toma fue concebida por MacLaren durante el rodaje.
Mastras hizo que Jesse comprara un Roomba porque creía que era apropiado para el estado de ánimo de Jesse: "No lo necesitas, es un poco tonto.... Solo está tratando de llenar su mundo con ruido y con estas cosas". Durante la toma final del episodio, una toma con steadicam filmada por Andrew Voegeli, Jesse enciende su sistema estéreo al máximo y se apoya directamente contra el altavoz palpitante para tratar de silenciar su dolor. MacLaren quería que los altavoces pulsaran, pero en realidad no podían reproducir música a todo volumen sin dañar al actor Aaron Paul. El equipo de efectos especiales intentó sin éxito varios métodos para hacer que los parlantes pulsaran, como sacudirlos y tirar de las cuerdas, pero no parecían realistas. Se logró después de que MacLaren visitara una tienda local de estéreos y un empleado le proporcionara un probador de graves que haría funcionar el sistema estéreo sin ruido, pero que haría que los parlantes pulsaran como si estuviera sonando música. Se contrató a ese empleado para que viniera al plató y ejecutara el sistema, y las luces y los pulsos se sincronizaron para que coincidieran con la música que luego se dobló.